# روز ملی امارات متحده عربی

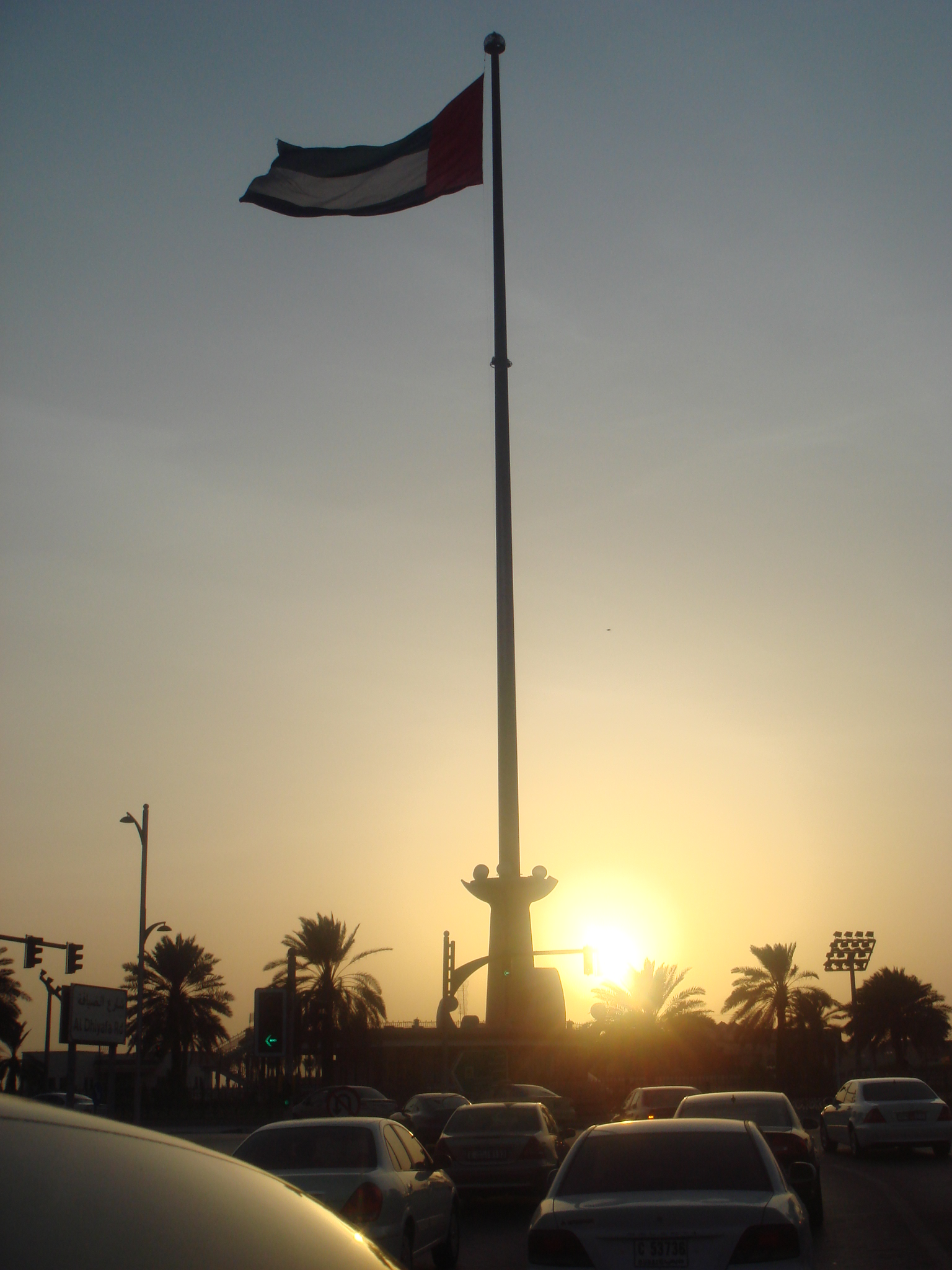
تصویری از محلی که حاکمان ۶ شیخ‌نشین در ۲ دسامبر ۱۹۷۱ متحد شدند و کشور امارات تأسیس شد. این مکان به «خانهٔ اتحاد» مشهور است. (جمیرا، دبی)

روز ملی امارات متحده عربی (به عربی: الیوم الوطنی) جشنی است که هرساله در روز ۲ دسامبر به مناسبت اتحاد ۷ شیخ‌نشین، به نام‌های ابوظبی، دبی، شارجه، فجیره، ام‌القوین، رأس‌الخیمه و شهر عجمان که به تأسیس کشور امارات متحده عربی منجر شد برگزار می‌شود. این روز تعطیل رسمی در کشور امارات است.
در ۲ دسامبر ۱۹۷۱ میلادی، ۶ شیخ‌نشین ابوظبی، دبی، شارجه، فجیره، ام‌القوین و شهر عجمان که تا آن زمان جزء مستعمره‌های کشور بریتانیا بودند به پیشنهاد زاید بن سلطان آل نهیان (حاکم شیخ‌نشین ابوظبی) و راشد بن سعید آل مکتوم (حاکم شیخ‌نشین دبی) کشور امارات متحده عربی (به معنی: شیخ‌نشین‌های متحد عرب) را تأسیس کردند. کمی بعد شیخ‌نشین رأس‌الخیمه نیز به کشور امارات متحده عربی پیوست. با وجود آن که به شیخ‌نشین‌های قطر و بحرین پیشنهاد شده بود تا به امارات بپیوندند، اما آن‌ها تصمیم گرفتند خود یک کشور مستقل باشند.
مردم امارات همه‌ساله در این روز با به‌دست گرفتن پرچم امارات متحده عربی و نقاشی کردن پرچم بر روی خودروها و ساختمان‌ها و همچنین تزئین خیابان‌ها پایکوبی می‌کنند. از ویژه‌برنامه‌های این روز به راه انداختن کارناوال‌های مختلف در سطح شهر و رژهٔ نظامیان است.